# Galium bredasdorpense
Galium bredasdorpense är en måreväxtart som beskrevs av Christian Puff. Galium bredasdorpense ingår i släktet måror, och familjen måreväxter. Inga underarter finns listade i Catalogue of Life.